# Gran Premio di superbike di Magny-Cours 2008
Il Gran Premio di Superbike di Magny-Cours 2008 è stata la tredicesima prova su quattordici del campionato mondiale Superbike 2008, è stato disputato il 5 ottobre sul circuito di Magny-Cours e in gara 1 ha visto la vittoria di Noriyuki Haga davanti a Fonsi Nieto e Troy Bayliss, la gara 2 è stata vinta da Troy Bayliss che ha preceduto Noriyuki Haga e Troy Corser. Con questi risultati l'australiano Troy Bayliss ha ottenuto la certezza del titolo iridato piloti, suo terzo nella categoria.
La vittoria nella gara valevole per il campionato mondiale Supersport 2008 è stata ottenuta da Andrew Pitt. Anche in questa categoria il risultato ha consentito la certezza del titolo iridato piloti all'australiano Andrew Pitt.
Per quanto concerne la Superstock 1000 FIM Cup il successo è stato ottenuto da Matěj Smrž, alla sua prima vittoria in una gara mondiale. Il pilota ceco della Honda in questa occasione ottiene anche la Pole position ed il giro più veloce in gara. A completare il podio il francese Freddy Foray e l'italiano Claudio Corti.

## Risultati

### Gara 1

#### Arrivati al traguardo[5]
| Pos. | Nº  | Pilota             | Squadra                        | Motocicletta      | Giri | Tempo     | Griglia | Punti |
| ---- | --- | ------------------ | ------------------------------ | ----------------- | ---- | --------- | ------- | ----- |
| 1º   | 41  | Noriyuki Haga      | Yamaha Motor Italia WSB        | Yamaha YZF-R1     | 23   | 38:33.367 | 1º      | 25    |
| 2º   | 10  | Fonsi Nieto        | Suzuki Alstare                 | Suzuki GSX-R1000  | 23   | +0:06.223 | 2º      | 20    |
| 3º   | 21  | Troy Bayliss       | Ducati Xerox                   | Ducati 1098 F08   | 23   | +0:06.875 | 3º      | 16    |
| 4º   | 3   | Max Biaggi         | Sterilgarda Go Eleven          | Ducati 1098 RS 08 | 23   | +0:07.237 | 8º      | 13    |
| 5º   | 76  | Max Neukirchner    | Alstare Suzuki                 | Suzuki GSX-R1000  | 23   | +0:08.925 | 6º      | 11    |
| 6º   | 11  | Troy Corser        | Yamaha Motor Italia WSB        | Yamaha YZF-R1     | 23   | +0:10.714 | 12º     | 10    |
| 7º   | 7   | Carlos Checa       | Hannspree Ten Kate Honda       | Honda CBR1000RR   | 23   | +0:16.176 | 4º      | 9     |
| 8º   | 34  | Yukio Kagayama     | Suzuki Alstare                 | Suzuki GSX-R1000  | 23   | +0:22.661 | 15º     | 8     |
| 9º   | 54  | Kenan Sofuoğlu     | Hannspree Ten Kate Honda       | Honda CBR1000RR   | 23   | +0:27.224 | 14º     | 7     |
| 10º  | 36  | Gregorio Lavilla   | Ventaxia VK Honda              | Honda CBR1000RR   | 23   | +0:31.300 | 16º     | 6     |
| 11º  | 55  | Régis Laconi       | Kawasaki PSG-1 Corse           | Kawasaki ZX-10R   | 23   | +0:35.558 | 21º     | 5     |
| 12º  | 31  | Karl Muggeridge    | D.F. Racing                    | Honda CBR1000RR   | 23   | +0:35.774 | 18º     | 4     |
| 13º  | 194 | Sébastien Gimbert  | Yamaha France Ipone GMT 94     | Yamaha YZF-R1     | 23   | +0:36.078 | 13º     | 3     |
| 14º  | 38  | Shin'ichi Nakatomi | YZF Yamaha                     | Yamaha YZF-R1     | 23   | +0:36.289 | 19º     | 2     |
| 15º  | 9   | Chris Walker       | Ventaxia VK Honda              | Honda CBR1000RR   | 23   | +0:40.472 | 23º     | 1     |
| 16º  | 86  | Ayrton Badovini    | Team Pedercini                 | Kawasaki ZX-10R   | 23   | +0:40.497 | 20º     |       |
| 17º  | 32  | Martin Bauer       | Hannspree Ten Kate Honda       | Honda CBR1000RR   | 23   | +0:43.350 | 17º     |       |
| 18º  | 100 | Makoto Tamada      | Kawasaki PSG-1 Corse           | Kawasaki ZX-10R   | 23   | +0:54.263 | 22º     |       |
| 19º  | 88  | Shūhei Aoyama      | Alto Evolution Honda Superbike | Honda CBR1000RR   | 23   | +0:54.382 | 28º     |       |
| 20º  | 69  | Iván Silva         | D.F. Racing                    | Honda CBR1000RR   | 23   | +0:54.513 | 27º     |       |

#### Ritirati
| Nº  | Pilota            | Squadra                    | Motocicletta      | Giri | Griglia |
| --- | ----------------- | -------------------------- | ----------------- | ---- | ------- |
| 96  | Jakub Smrž        | Guandalini Racing          | Ducati 1098 RS 08 | 22   | 26º     |
| 73  | Christian Zaiser  | Grillini PBR               | Yamaha YZF-R1     | 21   | 24º     |
| 57  | Lorenzo Lanzi     | R.G. Team                  | Ducati 1098 RS 08 | 20   | 10º     |
| 84  | Michel Fabrizio   | Ducati Xerox               | Ducati 1098 F08   | 19   | 9º      |
| 94  | David Checa       | Yamaha France Ipone GMT 94 | Yamaha YZF-R1     | 17   | 7º      |
| 44  | Roberto Rolfo     | Hannspree Honda Althea     | Honda CBR1000RR   | 16   | 5º      |
| 111 | Rubén Xaus        | Sterilgarda Go Eleven      | Ducati 1098 RS 08 | 14   | 11º     |
| 13  | Vittorio Iannuzzo | Team Pedercini             | Kawasaki ZX-10R   | 6    | 25º     |

### Gara 2

#### Arrivati al traguardo[6]
| Pos. | Nº  | Pilota             | Squadra                        | Motocicletta      | Giri | Tempo     | Griglia | Punti |
| ---- | --- | ------------------ | ------------------------------ | ----------------- | ---- | --------- | ------- | ----- |
| 1º   | 21  | Troy Bayliss       | Ducati Xerox                   | Ducati 1098 F08   | 23   | 38:33.579 | 3º      | 25    |
| 2º   | 41  | Noriyuki Haga      | Yamaha Motor Italia WSB        | Yamaha YZF-R1     | 23   | +0:00.909 | 1º      | 20    |
| 3º   | 11  | Troy Corser        | Yamaha Motor Italia WSB        | Yamaha YZF-R1     | 23   | +0:02.966 | 12º     | 16    |
| 4º   | 7   | Carlos Checa       | Hannspree Ten Kate Honda       | Honda CBR1000RR   | 23   | +0:07.175 | 4º      | 13    |
| 5º   | 111 | Rubén Xaus         | Sterilgarda Go Eleven          | Ducati 1098 RS 08 | 23   | +0:12.822 | 11º     | 11    |
| 6º   | 3   | Max Biaggi         | Sterilgarda Go Eleven          | Ducati 1098 RS 08 | 23   | +0:13.004 | 8º      | 10    |
| 7º   | 34  | Yukio Kagayama     | Suzuki Alstare                 | Suzuki GSX-R1000  | 23   | +0:18.876 | 15º     | 9     |
| 8º   | 10  | Fonsi Nieto        | Suzuki Alstare                 | Suzuki GSX-R1000  | 23   | +0:19.512 | 2º      | 8     |
| 9º   | 76  | Max Neukirchner    | Alstare Suzuki                 | Suzuki GSX-R1000  | 23   | +0:19.627 | 6º      | 7     |
| 10º  | 44  | Roberto Rolfo      | Hannspree Honda Althea         | Honda CBR1000RR   | 23   | +0:21.425 | 5º      | 6     |
| 11º  | 57  | Lorenzo Lanzi      | R.G. Team                      | Ducati 1098 RS 08 | 23   | +0:25.133 | 10º     | 5     |
| 12º  | 36  | Gregorio Lavilla   | Ventaxia VK Honda              | Honda CBR1000RR   | 23   | +0:30.538 | 16º     | 4     |
| 13º  | 96  | Jakub Smrž         | Guandalini Racing              | Ducati 1098 RS 08 | 23   | +0:35.334 | 26º     | 3     |
| 14º  | 84  | Michel Fabrizio    | Ducati Xerox                   | Ducati 1098 F08   | 23   | +0:38.453 | 9º      | 2     |
| 15º  | 9   | Chris Walker       | Ventaxia VK Honda              | Honda CBR1000RR   | 23   | +0:40.008 | 23º     | 1     |
| 16º  | 38  | Shin'ichi Nakatomi | YZF Yamaha                     | Yamaha YZF-R1     | 23   | +0:40.802 | 19º     |       |
| 17º  | 86  | Ayrton Badovini    | Team Pedercini                 | Kawasaki ZX-10R   | 23   | +0:46.941 | 20º     |       |
| 18º  | 100 | Makoto Tamada      | Kawasaki PSG-1 Corse           | Kawasaki ZX-10R   | 23   | +0:50.172 | 22º     |       |
| 19º  | 54  | Kenan Sofuoğlu     | Hannspree Ten Kate Honda       | Honda CBR1000RR   | 23   | +0:58.616 | 14º     |       |
| 20º  | 55  | Régis Laconi       | Kawasaki PSG-1 Corse           | Kawasaki ZX-10R   | 23   | +1:00.422 | 21º     |       |
| 21º  | 69  | Iván Silva         | D.F. Racing                    | Honda CBR1000RR   | 23   | +1:02.852 | 27º     |       |
| 22º  | 88  | Shūhei Aoyama      | Alto Evolution Honda Superbike | Honda CBR1000RR   | 23   | +1:21.378 | 28º     |       |
| 23º  | 13  | Vittorio Iannuzzo  | Team Pedercini                 | Kawasaki ZX-10R   | 23   | +1:32.289 | 25º     |       |

#### Ritirati
| Nº  | Pilota            | Squadra                    | Motocicletta    | Giri | Griglia |
| --- | ----------------- | -------------------------- | --------------- | ---- | ------- |
| 31  | Karl Muggeridge   | D.F. Racing                | Honda CBR1000RR | 22   | 18º     |
| 73  | Christian Zaiser  | Grillini PBR               | Yamaha YZF-R1   | 11   | 24º     |
| 94  | David Checa       | Yamaha France Ipone GMT 94 | Yamaha YZF-R1   | 10   | 7º      |
| 194 | Sébastien Gimbert | Yamaha France Ipone GMT 94 | Yamaha YZF-R1   | 4    | 13º     |
| 32  | Martin Bauer      | Hannspree Ten Kate Honda   | Honda CBR1000RR | 3    | 17º     |

### Supersport

#### Arrivati al traguardo[3]
| Pos. | Nº  | Pilota               | Squadra                    | Motocicletta    | Giri | Tempo     | Griglia | Punti |
| ---- | --- | -------------------- | -------------------------- | --------------- | ---- | --------- | ------- | ----- |
| 1º   | 88  | Andrew Pitt          | Hannspree Ten Kate Honda   | Honda CBR600RR  | 22   | 37:57.929 | 3º      | 25    |
| 2º   | 77  | Barry Veneman        | RES Software Hoegee Suzuki | Suzuki GSX-R600 | 22   | + 1.250   | 5º      | 20    |
| 3º   | 25  | Joshua Brookes       | Hannspree Stiggy Motors.   | Honda CBR600RR  | 22   | + 1.514   | 8º      | 16    |
| 4º   | 14  | Matthieu Lagrive     | Intermoto Czech            | Honda CBR600RR  | 22   | + 1.685   | 13º     | 13    |
| 5º   | 83  | Didier van Keymeulen | RES Software Hoegee Suzuki | Suzuki GSX-R600 | 22   | + 5.075   | 4º      | 11    |
| 6º   | 55  | Massimo Roccoli      | Yamaha Lorenzini by Leoni  | Yamaha YZF-R6   | 22   | + 13.171  | 9º      | 10    |
| 7º   | 69  | Gianluca Nannelli    | Hannspree Honda Althea     | Honda CBR600RR  | 22   | + 13.386  | 10º     | 9     |
| 8º   | 99  | Fabien Foret         | Yamaha World Supersport    | Yamaha YZF-R6   | 22   | + 19.563  | 16º     | 8     |
| 9º   | 41  | Josh Hayes           | Parkalgar Racing           | Honda CBR600RR  | 22   | + 19.677  | 19º     | 7     |
| 10º  | 65  | Jonathan Rea         | Hannspree Ten Kate Honda   | Honda CBR600RR  | 22   | + 21.686  | 2º      | 6     |
| 11º  | 105 | Gianluca Vizziello   | Benjan Racing              | Honda CBR600RR  | 22   | + 22.599  | 12º     | 5     |
| 12º  | 21  | Katsuaki Fujiwara    | Kawasaki Gil Motor Sport   | Kawasaki ZX-6R  | 22   | + 24.967  | 21º     | 4     |
| 13º  | 7   | Patrik Vostárek      | Intermoto Czech            | Honda CBR600RR  | 22   | + 28.888  | 20º     | 3     |
| 14º  | 47  | Ivan Clementi        | Triumph Italia BE1 Racing  | Triumph 675     | 22   | + 29.351  | 14º     | 2     |
| 15º  | 127 | Robbin Harms         | Hannspree Stiggy Motors.   | Honda CBR600RR  | 22   | + 38.000  | 7º      | 1     |
| 16º  | 126 | Chris Martin         | Kawasaki Gil Motor Sport   | Kawasaki ZX-6R  | 22   | + 40.934  | 28º     |       |
| 17º  | 44  | David Salom          | Yamaha Spain               | Yamaha YZF-R6   | 22   | + 43.876  | 18º     |       |
| 18º  | 30  | Jesco Gunther        | Benjan Racing              | Honda CBR600RR  | 22   | + 46.230  | 22º     |       |
| 19º  | 34  | Balázs Németh        | Factory Racing             | Honda CBR600RR  | 22   | + 58.762  | 25º     |       |
| 20º  | 10  | David Perret         | Berry Racing               | Honda CBR600RR  | 22   | + 59.258  | 27º     |       |
| 21º  | 11  | Russell Holland      | Hannspree Honda Althea     | Honda CBR600RR  | 22   | +1:01.131 | 15º     |       |
| 22º  | 51  | Santiago Barragán    | Glaner Motocard.com        | Honda CBR600RR  | 22   | +1:14.306 | 30º     |       |

#### Ritirati
| Nº  | Pilota          | Squadra                 | Motocicletta   | Giri | Griglia |
| --- | --------------- | ----------------------- | -------------- | ---- | ------- |
| 169 | Julien Enjolras | Tati Team               | Yamaha YZF-R6  | 20   | 23º     |
| 74  | Thierry Mulot   | Up Racing               | Kawasaki ZX-6R | 12   | 29º     |
| 117 | Denis Sacchetti | Factory Racing          | Honda CBR600RR | 11   | 26º     |
| 23  | Broc Parkes     | Yamaha World Supersport | Yamaha YZF-R6  | 10   | 1º      |
| 26  | Joan Lascorz    | Glaner Motocard.com     | Honda CBR600RR | 9    | 6º      |
| 4   | Lorenzo Alfonsi | CRS Grand Prix          | Honda CBR600RR | 5    | 24º     |
| 17  | Miguel Praia    | Parkalgar Racing        | Honda CBR600RR | 0    | 17º     |

### Superstock 1000 FIM Cup

#### Arrivati al traguardo[4]
| Pos. | Nº  | Pilota             | Squadra                      | Motocicletta        | Giri | Tempo     | Griglia | Punti |
| ---- | --- | ------------------ | ---------------------------- | ------------------- | ---- | --------- | ------- | ----- |
| 1º   | 96  | Matěj Smrž         | MS Racing                    | Honda CBR1000RR     | 14   | 24:07.794 | 1º      | 25    |
| 2º   | 78  | Freddy Foray       | Coutelle Junior Team Suzuki  | Suzuki GSX-R1000 K8 | 14   | +0.436    | 2º      | 20    |
| 3º   | 71  | Claudio Corti      | Yamaha Motor Italia J.T.     | Yamaha YZF-R1       | 14   | +0.534    | 4º      | 16    |
| 4º   | 53  | Alessandro Polita  | Sterilgarda Go Eleven        | Ducati 1098R        | 14   | +1.001    | 8º      | 13    |
| 5º   | 19  | Xavier Siméon      | Alstare Suzuki               | Suzuki GSX-R1000    | 14   | +1.792    | 3º      | 11    |
| 6º   | 82  | Franck Millet      | Moto Performances            | Yamaha YZF-R1       | 14   | +2.556    | 6º      | 10    |
| 7º   | 20  | Sylvain Barrier    | YZF Yamaha Junior            | Yamaha YZF-R1       | 14   | +8.425    | 10º     | 9     |
| 8º   | 88  | Kenny Foray        | Zone Rouge                   | Yamaha YZF-R1       | 14   | +8.701    | 11º     | 8     |
| 9º   | 30  | Michaël Savary     | Coutelle Junior Team Suzuki  | Suzuki GSX-R1000 K8 | 14   | +12.636   | 19º     | 7     |
| 10º  | 51  | Michele Pirro      | Yamaha Lorenzini by Leoni    | Yamaha YZF-R1       | 14   | +12.776   | 9º      | 6     |
| 11º  | 21  | Maxime Berger      | Hannspree IDS Ten Kate Honda | Honda CBR1000RR     | 14   | +14.352   | 7º      | 5     |
| 12º  | 23  | Chris Seaton       | Celani Team Suzuki Italia    | Suzuki GSX-R1000 K8 | 14   | +22.002   | 14º     | 4     |
| 13º  | 89  | Domenico Colucci   | Ducati Xerox Junior          | Ducati 1098R        | 14   | +23.114   | 12º     | 3     |
| 14º  | 77  | Barry Liam Burrell | MS Racing                    | Honda CBR1000RR     | 14   | +23.739   | 18º     | 2     |
| 15º  | 34  | Davide Giugliano   | Cruciani Moto Suzuki Italia  | Suzuki GSX-R1000 K8 | 14   | +26.654   | 16º     | 1     |
| 16º  | 16  | Raymond Schouten   | Vd Heyden Motors Yamaha      | Yamaha YZF-R1       | 14   | +27.893   | 20º     |       |
| 17º  | 87  | Gareth Jones       | MIST Suzuki Racing           | Suzuki GSX-R1000 K8 | 14   | +28.682   | 23º     |       |
| 18º  | 8   | Andrea Antonelli   | Althea Racing AX 52          | Honda CBR1000RR     | 14   | +29.861   | 25º     |       |
| 19º  | 14  | Filip Backlund     | MTM Racing                   | Suzuki GSX-R1000 K8 | 14   | +31.655   | 21º     |       |
| 20º  | 155 | Brendan Roberts    | Ducati Xerox Junior          | Ducati 1098R        | 14   | +39.173   | 5º      |       |
| 21º  | 60  | Peter Hickman      | Ultimate Racing              | Yamaha YZF-R1       | 14   | +42.859   | 24º     |       |
| 22º  | 81  | Pauli Pekkanen     | KTM Mähr Superstock          | KTM 1190 RC8        | 14   | +43.156   | 32º     |       |
| 23º  | 18  | Matt Bond          | MIST Suzuki Racing           | Suzuki GSX-R1000 K8 | 14   | +43.591   | 26º     |       |
| 24º  | 24  | Marko Jerman       | MD Team Jerman               | Honda CBR1000RR     | 14   | +49.153   | 30º     |       |
| 25º  | 107 | Niccolò Rosso      | Azione Corse                 | Honda CBR1000RR     | 14   | +50.458   | 38º     |       |
| 26º  | 41  | Gregory Junod      | PCP Peko Racing              | Yamaha YZF-R1       | 14   | +53.215   | 31º     |       |
| 27º  | 92  | Jure Stibilj       | MD Team Jerman               | Honda CBR1000RR     | 14   | +1:01.096 | 37º     |       |
| 28º  | 154 | Tommaso Lorenzetti | Celani Team Suzuki Italia    | Suzuki GSX-R1000 K8 | 14   | +1:01.390 | 33º     |       |
| 29º  | 99  | Roy Ten Napel      | MQP Racing                   | Suzuki GSX-R1000 K8 | 14   | +1:04.057 | 22º     |       |
| 30º  | 26  | Andrea Liberini    | Cruciani Moto Suzuki Italia  | Suzuki GSX-R1000    | 14   | +1:09.566 | 35º     |       |
| 31º  | 5   | Danny De Boer      | MQP Racing                   | Suzuki GSX-R1000 K8 | 14   | +1:09.815 | 28º     |       |
| 32º  | 66  | Branko Srdanov     | Zone Rouge                   | Yamaha YZF-R1       | 14   | +1:10.142 | 36º     |       |
| 33º  | 90  | Michal Drobný      | Intermoto Czech              | Honda CBR1000RR     | 14   | +1:12.439 | 34º     |       |
| 34º  | 57  | Cameron Stronach   | O Six Kawasaki Supported     | Kawasaki ZX-10R     | 14   | +1:26.143 | 40º     |       |
| 35º  | 11  | Javier Oliver      | Orelac Racing by Galvin      | Yamaha YZF-R1       | 14   | +1:32.485 | 39º     |       |

#### Ritirati
| Nº  | Pilota          | Squadra                   | Motocicletta    | Giri | Griglia |
| --- | --------------- | ------------------------- | --------------- | ---- | ------- |
| 119 | Michele Magnoni | Yamaha Lorenzini by Leoni | Yamaha YZF-R1   | 13   | 13º     |
| 132 | Yoann Tiberio   | Team Pedercini            | Kawasaki ZX-10R | 11   | 29º     |
| 7   | René Märh       | KTM Mähr Superstock       | KTM 1190 RC8    | 4    | 15º     |
| 15  | Matteo Baiocco  | O Six Kawasaki Supported  | Kawasaki ZX-10R | 1    | 18º     |
| 56  | Loic Napoleone  | Devil Yamaha France       | Yamaha YZF-R1   | 1    | 27º     |